# Барщ, Михаил Осипович
Михаи́л О́сипович (Иосифович) Барщ (29 января 1904, Москва — 8 ноября 1976, там же) — советский архитектор, профессор. Лауреат Государственной премии Белорусской ССР (1968).

## Биография
Родился 16 (29) января 1904 года в Москве (на надгробии указан год рождения — 1905) в семье провизора Евсея-Хаима Шмуелевича Барща и Анны Гиршовны Давидовой. Учился в московском ВХУТЕМАСе-ВХУТЕИНе у И. В. Жолтовского и А. А. Веснина. В 1926 году окончил институт со званием архитектора. За свою дипломную работу «Крытый рынок в Москве» он был премирован заграничной командировкой. Во время учёбы под руководством И. В. Рыльского занимался реконструкцией зданий Московского Кремля. Под руководством Б. Н. Засыпкина выполнял замеры памятников Самарканда. Входил в редакцию журнала ОСА «Современная архитектура».
В 1928 году в составе группы архитекторов разрабатывал в Стройкоме РСФСР новые типы зданий, которые были построены в Москве, Екатеринбурге и Саратове. Разработал конкурсный проект «Зелёного города» и проект планировки Магнитогорска. Построенный в 1927—1929 годах по проекту М. О. Барща (в соавторстве с М. И. Синявским) Московский планетарий стал одной из самых заметных архитектурных работ того времени.
С 1932 года работал в Моспроекте и Горпроекте под руководством И. В. Жолтовского. Разрабатывал проекты ряда школ и жилых зданий. С 1942 года работал в Академии архитектуры СССР, где проектировал типовые дома для восстановления разрушенных войной городов. С 1945 года работал в организованной Жолтовским школе-мастерской. Вместе с ним создал проект Дома Советов Сталинграда. В конце 1940-х годов мастерская-школа Жолтовского, на фоне общего наступления на искусство, начатого со статей А. А. Жданова в журналах «Звезда» и «Ленинград», была обвинена в космополитизме. Из мастерской были изгнаны М. О. Барщ и Г. А. Захаров. Но в начале 1950 года, когда И. Жолтовскому была присуждена Сталинская премия за жилой дом на Ленинском проспекте (1949), гонения на школу Жолтовского прекратились.
В 1948—1952 годах работал в Минске, где вместе с М. Парусниковым, Б. Рубаненко и другими архитекторами занимался восстановлением города. Был автором ансамбля Круглой площади, застраивал Ленинский проспект между Долгобродской и Комаровской улицами, возводил жилые дома на площади Якуба Коласа, выполнил оформление входа на стадион.
Вернувшись в Москву, возглавил мастерскую Гипрогора, где занимался проектированием жилых и административных зданий Москвы, разработал серию типовых домов для центральных и восточных районов страны. С 1956 года — главный архитектор САКБ Мосгорисполкома. Спроектировал типовую серию многоэтажных домов 1-801, получившую широкое распространение в Москве. Под его руководством разрабатывались типовые проекты торговых и коммунально-бытовых зданий.
Лауреат Государственной премии Белорусской ССР (1968, за застройку Ленинского проспекта Минска). Награждён орденом «Знак Почёта» и медалями.
В 1936 году был направлен преподавателем в Московский архитектурный институт для улучшения постановки архитектурного образования Доцент. Профессор (1947). Преподавал там до конца жизни.
Принимал участие в архитектурных конкурсах, в том числе международных. Награждён орденом «Знак Почёта», медалями, золотой медалью Академии художеств СССР, грамотами, благодарностями.
В 1920-х годах жил в Лебяжьем переулке, 8, кв. 11; С 1931 по 1939 год жил в построенном им доме 8, стр. 2 по Гоголевскому бульвару; с 1940 по 1952 год жил в доме 17 по улице Горького; с 1952 по 1959 год жил в дома 19 по улице Жуковского; с 1959 по 1969 год жил в доме 14 по 2-й Новоостанкинской улице; с 1969 года до конца жизни жил в доме 13 по Нагатинской улице.
Умер в Москве 8 ноября 1976 года. Похоронен на Ваганьковском кладбище.

## Семья
Брат — Александр Осипович (Евсеевич) Барщ (1897, Москва) — советский живописец и график. В 1940-58 преподавал в МСХШ.
Племянница — Галина Александровна Барщ (1926, Москва) — советский живописец.

## Проекты и постройки. Москва
- Проект здания газеты «Известия» (конкурс)[4];
- Планетарий (1927 г.; соавтор М. И. Синявский; конкурс)[5];
- Дом Госторга, совместно с Б. М. Великовским, А. Я. Лангманом, Г. Г. Вегманом, В. Н. Владимировым, М. В. Гакен (1925, Москва, Мясницкая улица, 47)
- Дом-коммуна экспериментальный на Гоголевском бульваре, д. 8 (1928—1933 гг., соавторы: И. Ф. Милинис, В. Н. Владимиров, И. И. Леонидов, А. Л. Пастернак, Л. С. Славина, инженер С. В. Орловский)[5];
- Жилой дом сотрудников Журнально-газетного объединения «Жургаз», 1-й Самотечный пер. 17А (1933-35) (соавтор Г. А. Зундблат);
- Типография А/О «Огонёк», 1-й Самотечный пер., 17; арх. Эль Лисицкий (1930—1933), М. О. Барщ (1934);
- Дом жилой на Арбате, д. 45 (соавтор Г. А. Зундблат; фасады изменёны по проекту Л. М. Полякова);
- Крематорий (соавтор Г. А. Зундблат);
- Квартал по Большой Грузинской ул. (соавтор Г. А. Зундблат)[5];
- Школы типовые: Кропоткинская ул., д. 12; М. Полуярославский пер., д. 3/5;
- ЦНИИ Промышленного строительства в Вешняках[5];
- Школа по адресу Малый Златоустинский переулок, дом 7 (постройка 1934—1935 годов). Ныне в здании расположен Финансовый университет при Правительстве РФ[12].
- Наркомтяжпром в Зарядье (1936 г; соавтор Г. А. Зундблат; конкурс);
- Второй дом СНК СССР в Зарядье (1940 г.; конкурс);
- Жилой дом на Велозаводской улице, д. 6 (1956, с соавторами)[5]
- Проект Дворца Советов на Ленинских горах (1957 г. и 1958 г.; конкурс)[5];
- Универмаг «Детский мир» в Новых Черёмушках (1958 г., соавтор Л. С. Аранаускас)[5];
- Монумент «Покорителям космоса» — памятник «В ознаменование выдающихся достижений советского народа в освоении космического пространства» (соавтор А. Н. Колчин; скульптор А. П. Файдыш-Крандиевский; конкурс; открыт 4 октября 1964 г.).
- Надгробие Е. А. Фурцевой на Новодевичьем кладбище. (1975; соавтор А. Н. Колчин, скульптор Л. Е. Кербель)[5].

## Проекты и постройки. Другие города
- Дом промышленности в Свердловске (1927—1928 гг.; соавторы: А. К. Буров, М. И. Синявский, конкурс);
- Квартал «Красный луч» в Харькове (1929 г.);
- Проект «Зелёного города» под Москвой (1930, соавтор М. Я. Гинзбург)[5];
- Дом правительства Мордовской АССР в Саранске (соавтор Г. А. Зундблат);
- Клуб в Нижнем Тагиле (соавтор Г. А. Зундблат);
- Дома жилые в Саратове (соавтор Г. А. Зундблат);
- Театр во Ржеве (1944 г.);
- Курзал в Симеизе (район Ялты, 1944 г.);
- Жилые дома на проспекте Независимости и улице Янки Купалы в Минске (1950-е гг.).

### Памятники
- Памятник героям Гражданской войны в Хабаровске (1956 г.; скульптор А. П. Файдыш-Крандиевский);
- Памятник Циолковскому К. Э. в Калуге (1958 г.; соавтор А. Н. Колчин; скульптор А. П. Файдыш-Крандиевский);
- Памятник Победы на озере Хасан (1961 г.; соавтор А. Н. Колчин; скульптор А. П. Файдыш-Крандиевский);
- Монумент «Покорителям космоса» в Москве (1964 г.; соавтор А. Н. Колчин; скульптор А. П. Файдыш-Крандиевский)[9];
- Памятник советским воинам и партизанам в Брянске (1964 г.; соавтор А. Н. Колчин; скульптор А. П. Файдыш-Крандиевский);
- Памятник в честь 10-летия первого космического полёта в Женеве (1970; скульптор Ю. Г. Нерода)[4][9].